# Ben Johnson (football)
Pour les articles homonymes, voir Ben Johnson et Johnson.
Ben Johnson, né le 24 janvier 2000 à Waltham Forest en Angleterre, est un footballeur anglais qui évolue au poste d'arrière droit à Ipswich Town.

## Biographie

### West Ham United
Ben Johnson est formé à West Ham United. Il signe son premier contrat professionnel avec son club formateur le 18 janvier 2018.
Le 27 février 2019, Johnson joue son premier match en professionnel lors d'une rencontre de Premier League face à Manchester City lors de la saison 2019-2020. Aaron Cresswell étant absent sur blessure, Johnson est titularisé au poste d'arrière gauche avant d'être remplacé à l'heure de jeu par Pablo Zabaleta. Son équipe s'incline par un but à zéro ce jour-là.
Le 27 décembre 2020, Ben Johnson inscrit son premier but en professionnel face à Brighton & Hove Albion, en championnat. Titularisé, il égalise sur une passe décisive de Manuel Lanzini mais les deux équipes se partagent les points ce jour-là (2-2).

### Ipswich Town
Le 1er juillet 2024, Ben Johnson rejoint librement Ipswich Town, étant en fin de contrat avec West Ham. Il signe un contrat de quatre ans, soit jusqu'en juin 2028, avec le club tout juste promu en première division,.

### En sélection
Johnson est retenu avec les espoirs pour participer au championnat d'Europe espoirs en 2023, qui se déroule en Géorgie et en Roumanie,.

## Vie personnelle
Il est le neveu de Paul Parker et le cousin de Ledley King, tous deux anciens footballeurs professionnels ayant joué pour l'Angleterre.

## Statistiques
| Saison                | Club                  | Championnat           | Championnat | Championnat | Coupe nationale | Coupe nationale | Coupe de la Ligue | Coupe de la Ligue | Compétition(s) continentale(s) | Compétition(s) continentale(s) | Compétition(s) continentale(s) | Total | Total |
| Saison                | Club                  | Division              | M.          | B.          | M.              | B.              | M.                | B.                | Comp.                          | M.                             | B.                             | M.    | B.    |
| 2018-2019             | West Ham United       | Premier League        | 1           | 0           | -               | -               | -                 | -                 | -                              | -                              | -                              | 1     | 0     |
| 2019-2020             | West Ham United       | Premier League        | 3           | 0           | -               | -               | -                 | -                 | -                              | -                              | -                              | 3     | 0     |
| 2020-2021             | West Ham United       | Premier League        | 14          | 1           | 3               | 0               | 3                 | 0                 | -                              | -                              | -                              | 20    | 1     |
| 2021-2022             | West Ham United       | Premier League        | 20          | 1           | 3               | 0               | 3                 | 0                 | C3                             | 8                              | 0                              | 34    | 1     |
| 2022-2023             | West Ham United       | Premier League        | 17          | 0           | 3               | 0               | 1                 | 0                 | C4                             | 8                              | 0                              | 29    | 0     |
| 2023-2024             | West Ham United       | Premier League        | 14          | 0           | 2               | 0               | 2                 | 0                 | C3                             | 4                              | 0                              | 22    | 0     |
| Sous-total            | Sous-total            | Sous-total            | 69          | 2           | 11              | 0               | 9                 | 0                 | -                              | 20                             | 0                              | 109   | 2     |
| 2024-2025             | Ipswich Town          | Premier League        | 14          | 0           | 1               | 0               | 1                 | 0                 | -                              | -                              | -                              | 16    | 0     |
| Sous-total            | Sous-total            | Sous-total            | 14          | 0           | 1               | 0               | 1                 | 0                 | -                              | -                              | -                              | 16    | 0     |
| Total sur la carrière | Total sur la carrière | Total sur la carrière | 83          | 2           | 12              | 0               | 10                | 0                 | -                              | 20                             | 0                              | 125   | 2     |

## Palmarès

### En club
- West Ham United
  - Vainqueur de la Ligue Europa Conférence en 2023.

### En sélection
- Angleterre espoirs
  - Vainqueur du Championnat d'Europe en 2023.